# Huškanje
Huškanje označava u društvenom smislu širenje neobjektivnih izvještaja sa svrhom ocrnjivanja te poticanje širenja mržnje protiv osoba, države, skupina ili naroda.
Koriste se sadržaji koji potiču anksioznost ili strah pomoću blaćenja, kleveta, širenjem glasina ili demoniziranjem. 
Kao primjeri u povjesti je poznato huškanje nacionalsocijalista protiv židova ili velikosrpskih ili jugounitarističkih sljedbenika protiv Hrvata s pažljivo osmišljenim sredstvima propagande kao priprema prije početka i tijekom vojne agresije. 